# Wiesława
Wiesława – staropolskie imię żeńskie, zdrobniale: Wiesia, Wisia. Jest to żeński odpowiednik imienia Wiesław. Była to skrócona forma imienia Wielisława. Mogło oznaczać „tę, która pragnie sławy”.
Wiesława imieniny obchodzi 22 maja.

## Osoby o tym imieniu
- Wiesława Grochowska – polska aktorka
- Wiesława Kwaśniewska – polska aktorka teatralna
- Wiesława Kwiatkowska – dziennikarka
- Wiesława Maciejak – polska pisarka
- Wiesława Mazurkiewicz – polska aktorka
- Wiesława Sós – polska piosenkarka
- Wiesława Tomaszewska – polska brydźystka
- Wiesława Ziółkowska – polska polityk, ekonomistka